# Mühlenspeicher Altentreptow

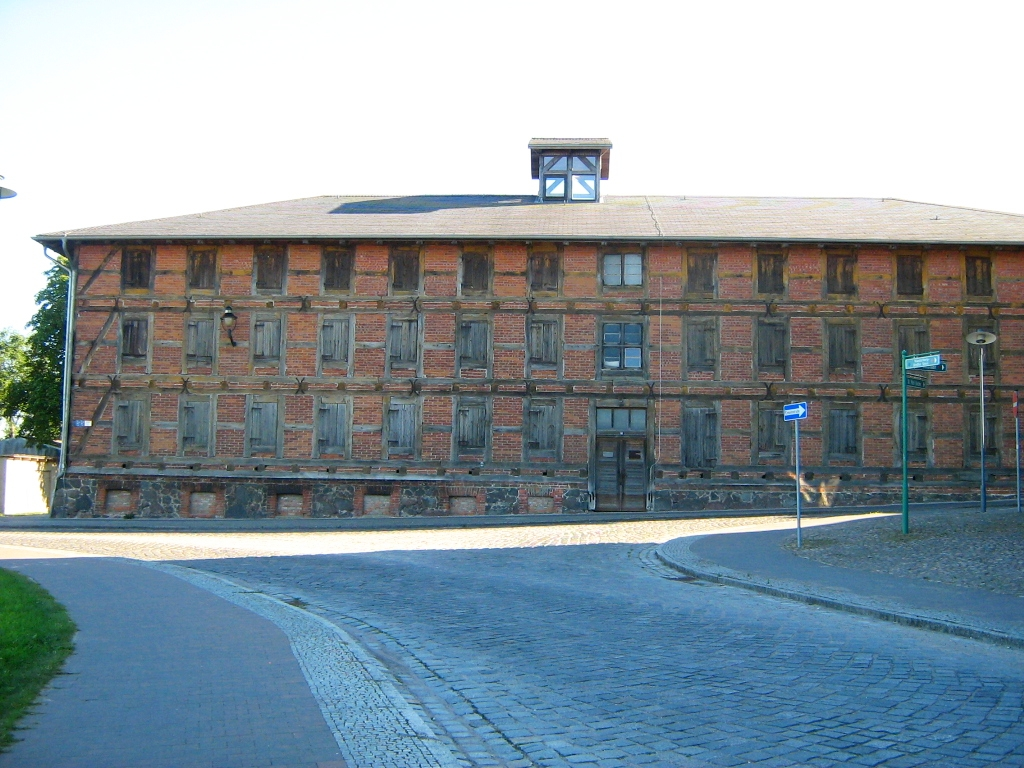
Altentreptow, Mühlenspeicher

Der Mühlenspeicher in Altentreptow, Mühlenstraße 16 / Wallstraße, wurde um 1844 gebaut.
Das Gebäude steht unter Denkmalschutz.

## Geschichte

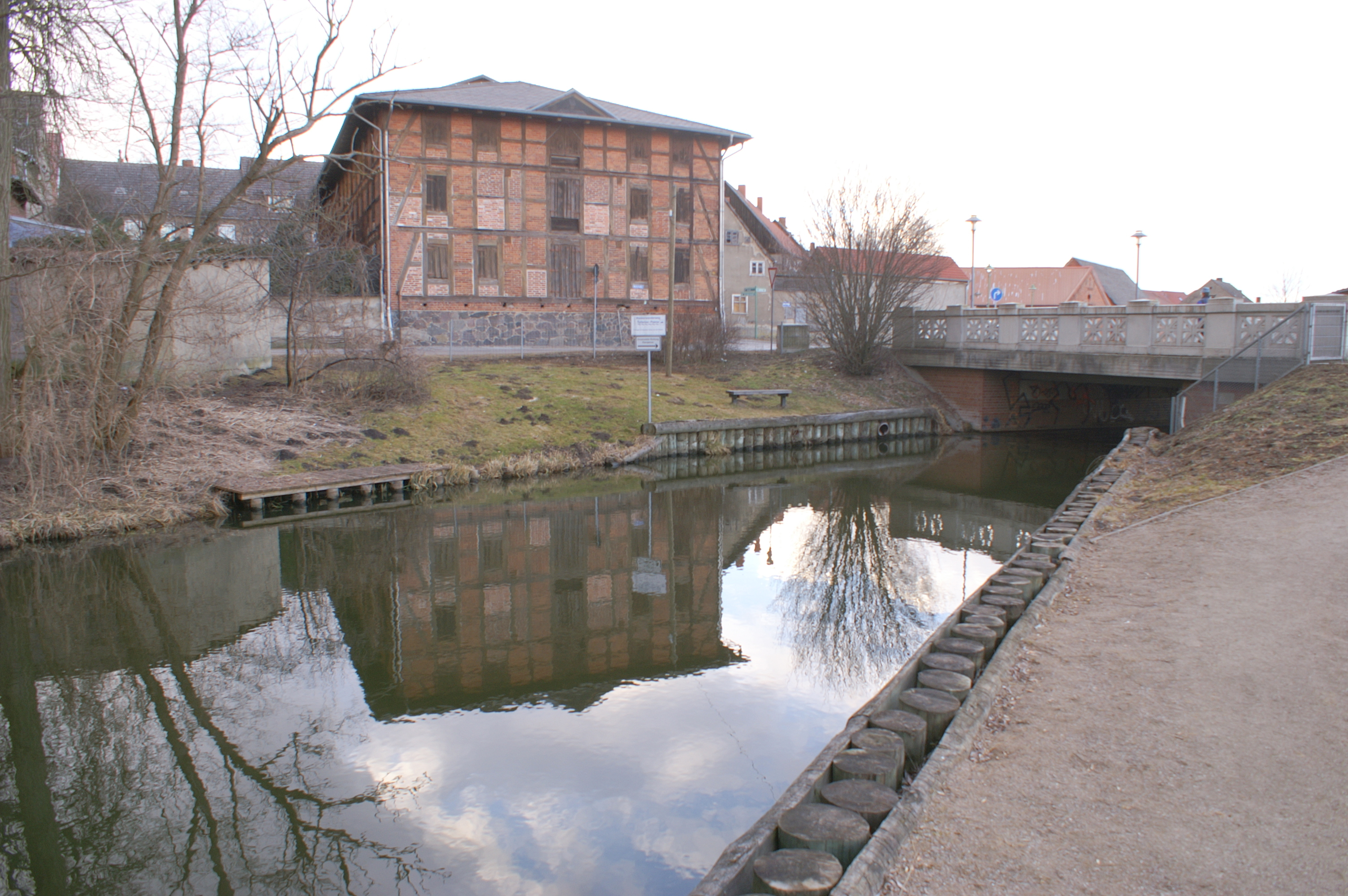
Speicher an der Tollense

Mühle: 1245, seit der Gründung Treptows, stand an der Tollense wohl eine Wassermühle (Tollensemühle, Stadtmühle, Große Mühle). 1340 wurde sie erstmals genannt. Sie wurde später (um 1450) Teil der Befestigungsanlagen und war damals im Besitz der pommerschen Herzöge; seit 1648 schwedisch. Die bis 1844 erneuerte Mühle hatte später Turbinen- und ab 1937 Motorantrieb. 1958 wurde der Betrieb beendet. 1996 brannte die Große Mühle ab. Auf den Fundamenten steht seit 2000 ein kleines Wasserkraftwerk.
Speicher: Der dreigeschossige, verklinkerte, sanierte, stadtbildprägende Speicher wurde 1844/45 als Fachwerkbau mit einem hohen Sockelgeschoss (Teilkeller), schiefergedecktem  Walmdach und einem Dachreiter zur Belüftung gebaut. Er ist das letzte erhaltene Gebäude der Mühle. Der Bau war vor der Sanierung noch recht gut erhalten. Die erste bausichernde Sanierung erfolgte 1997/98 nach Plänen von Sabine Reimann.
Der teilsanierte Speicher wird übergangsweise als Weihnachtsmarkt und Ausstellungsraum genutzt.

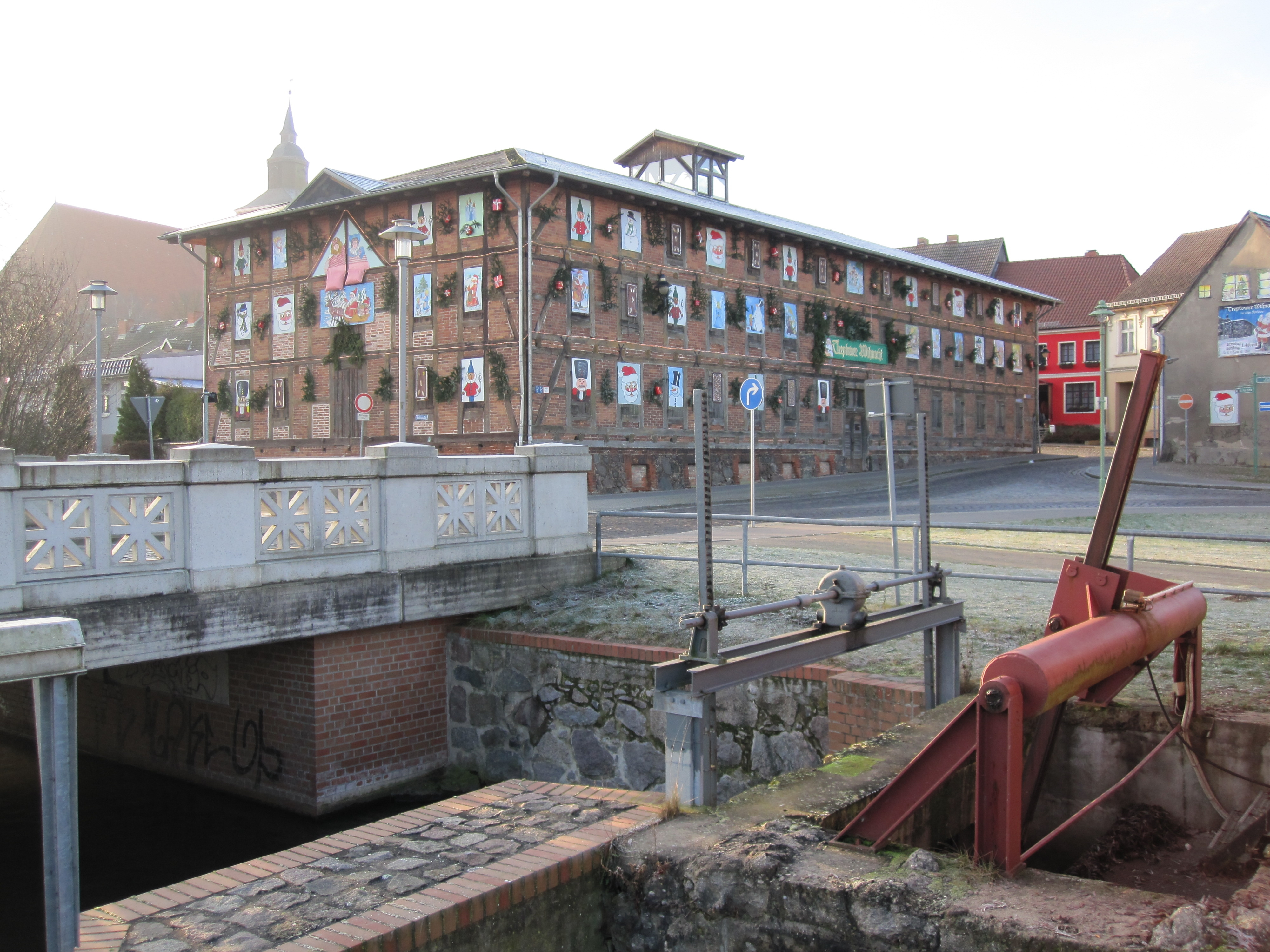
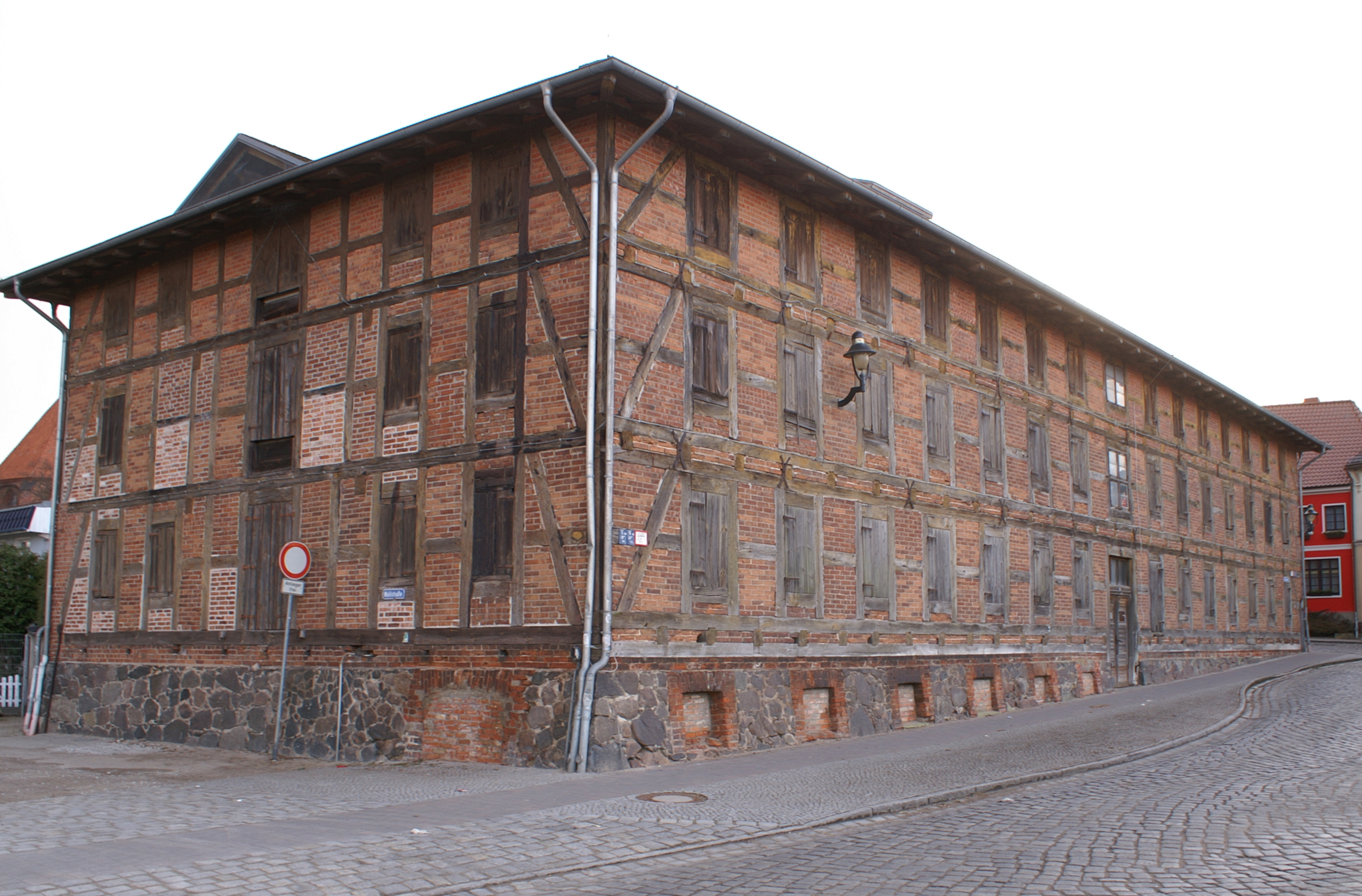